# グローブ座

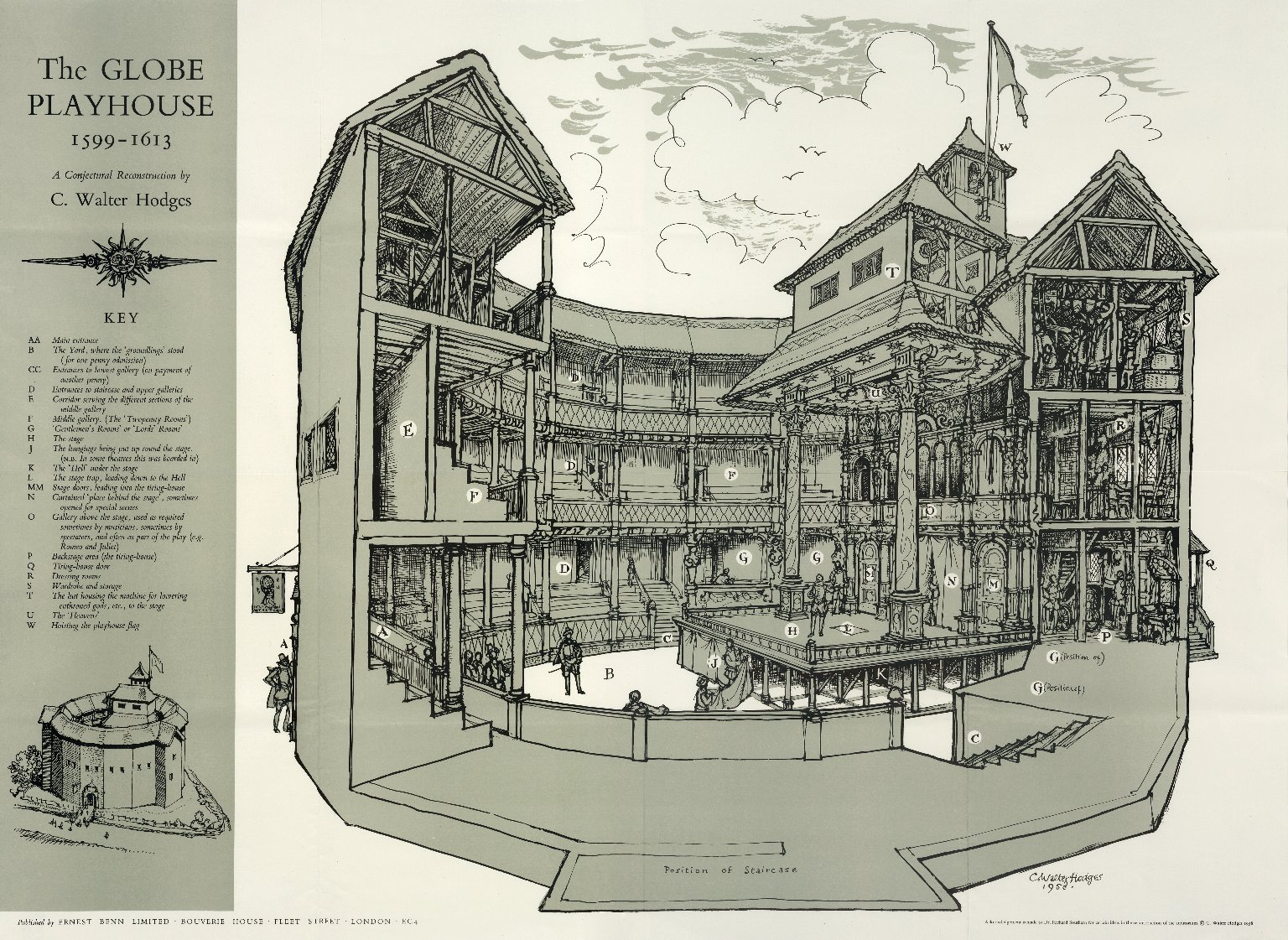
C・ウォルター・ホッジズによるグローブ座の復元断面図（1958年）

グローブ座（グローブざ、Globe Theatre）は、ロンドンのテムズ川南岸（サウス・バンク）のサザーク地区にあった劇場であり、しばしばウィリアム・シェイクスピアと結びつけられている。1599年にシェイクスピアの劇団であった宮内大臣一座によって建てられた。土地はトマス・ブレンドの所有地で、息子のニコラス・ブレンドと孫のサー・マシュー・ブレンドが受け継いだものであった。初代の建物は1613年6月29日の火事で壊れてしまった。 二代目のグローブ座は同じ場所に1614年6月に建てられ、1642年9月6日の劇場閉鎖により廃業した。
グローブ座を現代に再現した劇場「シェイクスピアズ・グローブ」は1997年、もともと劇場があった場所から230メートルほど離れたところで開館した。1909年より、現在のギールグッド劇場は「グローブ座」という名称を使用していたが、1994年にジョン・ギールグッドを顕彰するため改名した。

## 位置
土地に関する古文書の調査により、グローブ座があった区画は現在のサザーク・ブリッジ・ロードの西側から東に向かってポーター・ストリートまで、パーク・ストリートから南側はゲイトハウス・スクエア裏手までのびていたことがわかっている。しかしながら、1989年にパーク・ストリートのアンカー・テラス後部の駐車場でもともとの桟橋の土台を含む基礎の一部が発見されるまで、建物の正確な場所はわかっていなかった。土台の形は現在、土地の表面に転写されている。土台の大部分はイギリス指定建造物であるアンカー・テラス67-70番の下にあり、それ以上の発掘は許可されていない。

## 来歴

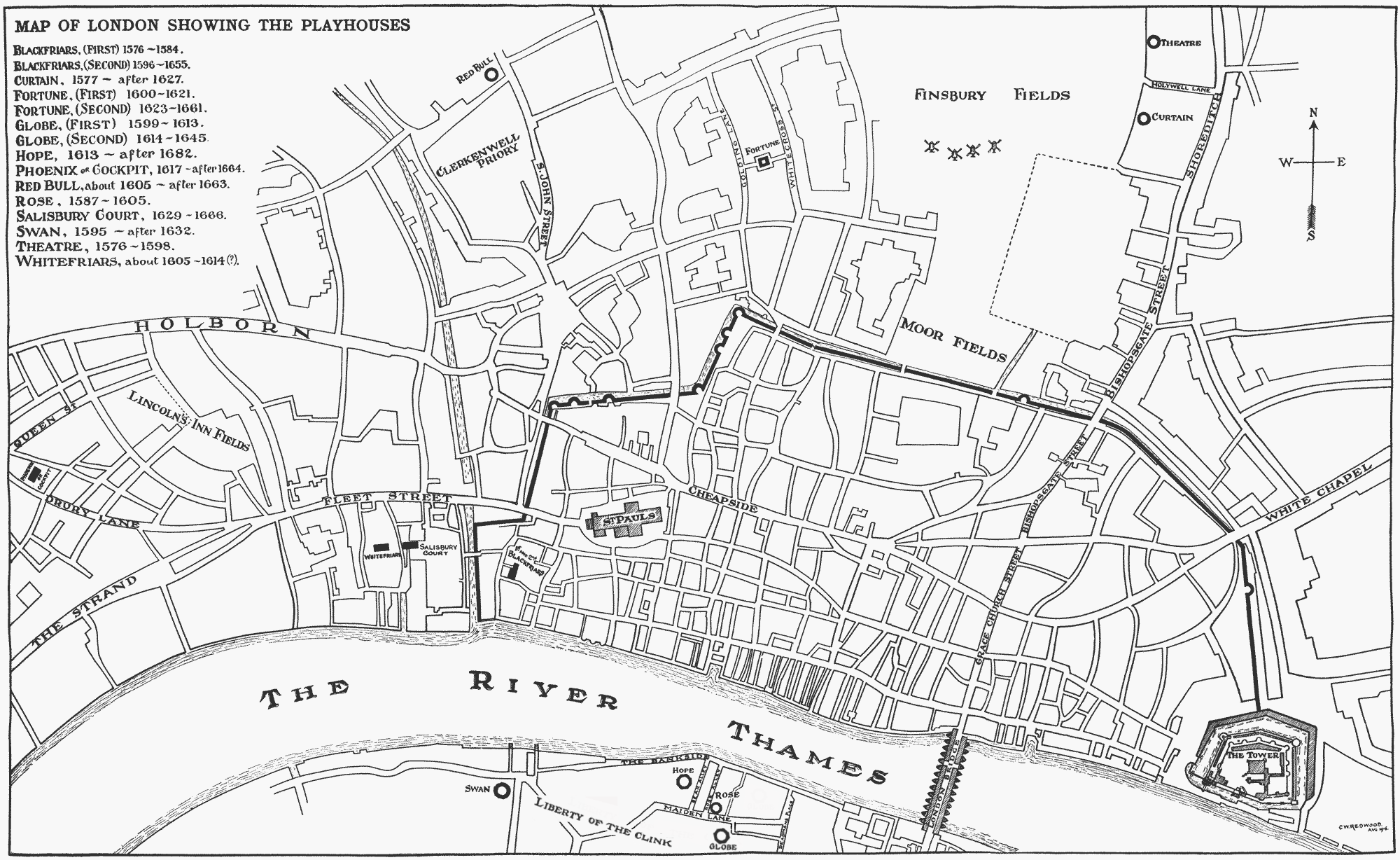
このロンドンのストリートマップではグローブ座は中央下にある。

グローブ座は宮内大臣一座の株主だった役者たちの所有物だった。6人のグローブ座の株主のうちの2人、リチャード・バーベッジとその兄カスバート・バーベッジはひとり2株、つまり25％ずつの権利を所有していた。他の4人はシェイクスピア、ジョン・ヘミングズ、オーガスティン・フィリップス、トマス・ポープは1株、つまり12.5％を持っていた。もともとはウィリアム・ケンプが7人目の株主になる予定だったが、自分の株を上記4人の小規模株主に売ったので、4人はもともと予定されていた10％を越える株を持つことになった。この最初の株の保有比率は時が移るに新しい株主が加わるにつれて変わり、シェイクスピアの株の保有率はキャリアの後期になると8分の1から14分の1、だいたい7％くらいに減った。

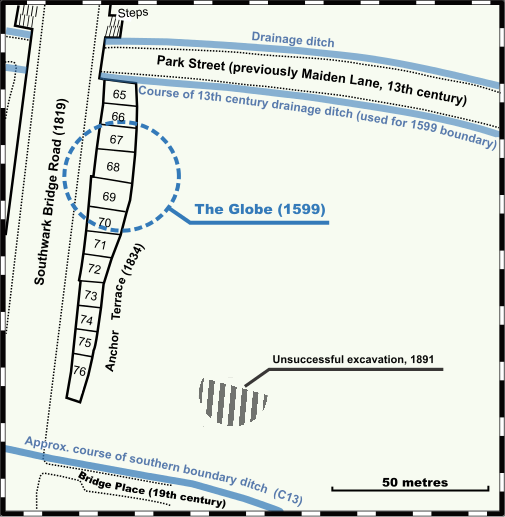
現代の区画にあわせたグローブ座の位置

グローブ座は1599年にそれよりも前にあった劇場、シアター座の材木を使って作られた。シアター座はリチャード・バーベッジの父であるジェイムズ・バーベッジが1576年にショーディッチに建てたものである。バーベッジ家はもともと21年間、シアター座がある場所の土地をリースしていたが、劇場の建物自体はバーベッジ家のものであった。しかしながら土地を貸していたジャイルズ・アレンが、リースの期限が切れると建物も自分のものになると主張した。1598年12月28日、アレンが田舎の自宅でクリスマスを祝っている間に、大工のピーター・ストリートが役者やその仲間たちの助けでシアター座の柱を1本1本解体し、ブライドウェルの川岸にあるストリートの倉庫に運んだ。翌春もっと気候が良くなり始めると、この素材はサザークのメイデン・レーンの南側にあった湿地の庭にグローブ座を作るため、フェリーでテムズ川の対岸に運ばれた。過密なテムズ川の岸辺から100メートルほどもないところで、農地や開けた野原に近い場所であった。 排水の状態が悪く、川からの距離にもかかわらず、とくに満潮時には時々浸水しがちであった。材木を使った護岸工事で地面から高いところに引き揚げた土手を作り、浸水レベルより建物を高くする必要があった。新しい劇場は以前のシアター座の建物より大きく、新しい構造の一部に古い材木が再利用された。グローブ座は単に古いシアター座をバンクサイドに移して建て替えただけではなかったのである。おそらく1599年の夏、『ヘンリー五世』のオープニング上演に間に合うように完成しており、この劇には「木のO」(wooden O)、つまりグローブ座の中での上演に関する有名な言及がある。しかしながらドーヴァー・ウィルソンは、「木のO」に関する言及は卑下的でグローブ座のこけら落としを祝う舞台で行われるにはふさわしくないと考え、開館の時期を1599年9月くらいまで遅れたと主張している。ウィルソンは、1599年9月21日に『ジュリアス・シーザー』の上演を見たスイスの旅行者の記述のほうがグローブ座の最初の上演としてもっともらしいと示唆している。たしかな記録が残っているグローブ座最初の上演は年末のベン・ジョンソンの『気質なおし』(Every Man out of His Humour)であり、最初の場面で「やさしくご親切なお客様方」を歓迎している。

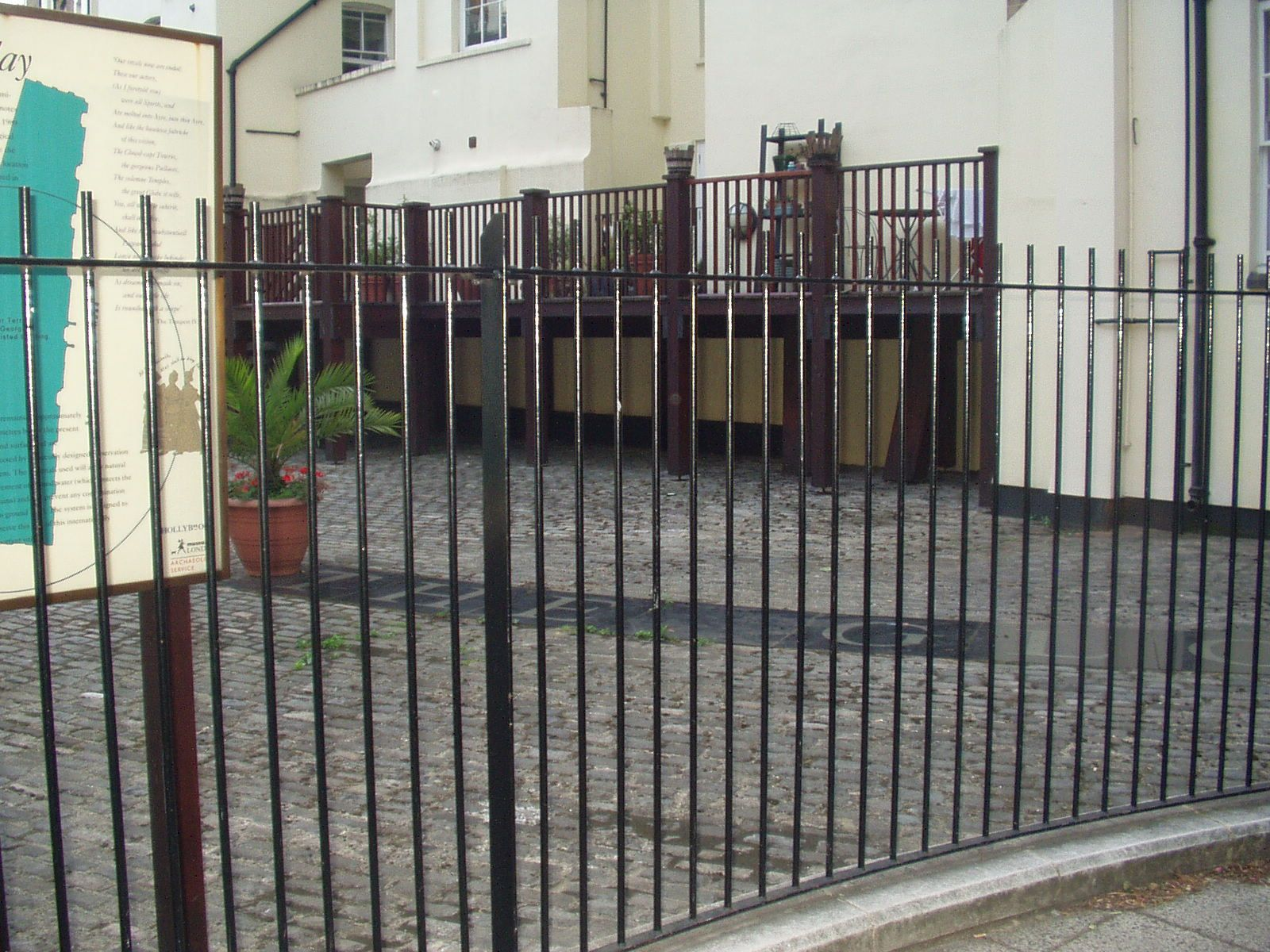
パークストリートから見たグローブ座のあと。中央の黒い線は土台の位置を示している。後ろの白い壁はアンカー・テラスである。

1613年6月29日、『ヘンリー八世』の上演中にグローブ座で火事が起きた。上演中に舞台用の大砲を撃ったところうまくいかず、木の梁や茅葺き屋根に点火してしまった。このことに関して残っている数少ない説明によると、半ズボンを瓶入りビールで消した男以外にケガ人はいなかったという。翌年、グローブ座は再建された。

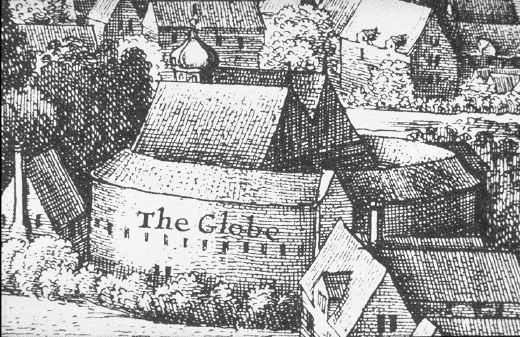
ホーラーのView of London (1647)に描かれた2代目グローブ座。ホーラーは実物をモデルにして建物をスケッチし(記事冒頭の絵を参照)、のちに描画をこの絵に組み込んだが、グローブ座と近くにあった熊いじめ場の標示を取り違えた。この絵では正しいものに復元されている。左側にある小さい建物は劇場に食べ物やビールを供給していた。

ロンドンの他の劇場同様、1642年に清教徒革命によりグローブ座は閉鎖となった。1644年から1645年頃にグローブ座は取り壊された。1644年4月15日に取り壊しが行われたと説明する文書も残っているが、この文書の信憑性には疑問が持たれている。

## 設計
グローブ座の実際の寸法は正確にはわからないが、形や大きさは学術的研究により相当に近いと思われるものがわかっている。3階建てで、直径30メートルくらいあり、3000人の観客を収容できる野外の円形劇場であった。グローブ座はヴァーツラフ・ホーラーによる建物のスケッチ（のちに1647年のエッチングであるLong View of London from Banksideに組み込まれた）では円形に見える。しかしながら1988年から1989年にかけてグローブ座の土台のごく一部が発見され、20面の多角形であったらしいことがわかった。
舞台の土台には「ピット」、あるいはかつて宿屋やパブの庭 (inn-yards) で上演されていた伝統に立ち戻る「ヤード」と呼ばれるエリアがあった。ここでは1ペニー払って入場した「土間客」(groundlings) と呼ばれる人々が、地面にイグサをまいたフロアで立ち見をしていた。1989年のグローブ座の発掘では新しい表面層を作るため土の床に押し固められたナッツの殻の層が見つかっている。ヤードから縦方向に三階層からなるスタジアム式の客席があり、ここは立ち見より高かった。四角い張り出し舞台（エプロンステージとも言われる）が屋根のないヤードにつきだしていた。舞台はだいたい幅が13.1メートル、深さが8.2メートルで、地面から1.5メートルの高さにあった。舞台下の「地下室」部分から役者が入場する時に使うトラップドアが舞台上にあった。
舞台の後ろの壁には2つか3つのドアが1階部分にあり、中央にカーテンで仕切られた奥まった部分があったと考えられているが、この中央奥のステージの実在については学者の間でも意見が分かれている。舞台上にはバルコニーがあった。ドアは「楽屋」（舞台裏）部分につながっており、ここで役者が着替えたり出番を待ったりしていた。上の階は衣装や小道具をしまう倉庫か、管理用のオフィスとして使われていたのかもしれない。バルコニーには演奏家がいるか、『ロミオとジュリエット』のバルコニーの場面のように上の階が必要な場面に使われていた。舞台には上演上、必要な場合はイグサがしいてあった。
舞台の両側に大きな柱があり、舞台後方の屋根を支えていた。屋根の下にある天井部分は「天」(heavens) と呼ばれ、雲や空が描かれていた。天にもトラップドアがあり、ロープやハーネスなどを用いて役者がここから降りてくることができた。舞台は夏の午後のパフォーマンスで陰になるよう、建物の南東側にあった。

## 名称
グローブ座（「地球座」）という名称はおそらくラテン語の引用句"totus mundus agit histrionem"からきているが、これはもともとペトロニウスの一節"quod fere totus mundus exerceat histrionem"、つまり「世界はすべて舞台」という語句に由来する。この言葉はバーベッジが活動していた時期のイングランドで広く知られていた。後述するように、この言葉が劇場のモットーのように使われていたかもしれないと推測するむきもある。観客によく知られていたと考えられる言葉がもうひとつあるが、それは「世界劇場」(Teatrum Mundi)というものであり、これは12世紀の古典学者で哲学者だったソールズベリのジョンが『ポリクラティクス』第3巻で述べた瞑想である。どちらにせよ、公式にモットーを採用しなくても古典から派生したよく知られていた言葉であった。
推定されているモットーとグローブ座の関係は後になってから考えられたものであり、勤勉な初期のシェイクスピアの伝記作家ウィリアム・オールディスに由来する。オールディズはこの典拠をかつて見た個人蔵の手稿だとしている。この解釈をオールディズの遺作管理人であるジョージ・スティーヴンズも善意から踏襲したが、今ではこの話は「疑わしい」と考えられている。

## 現在のグローブ座

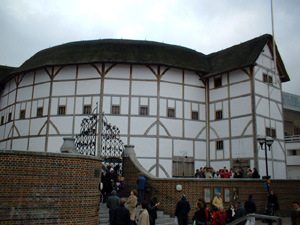
復元されたグローブ座（シェイクスピアズ・グローブ）

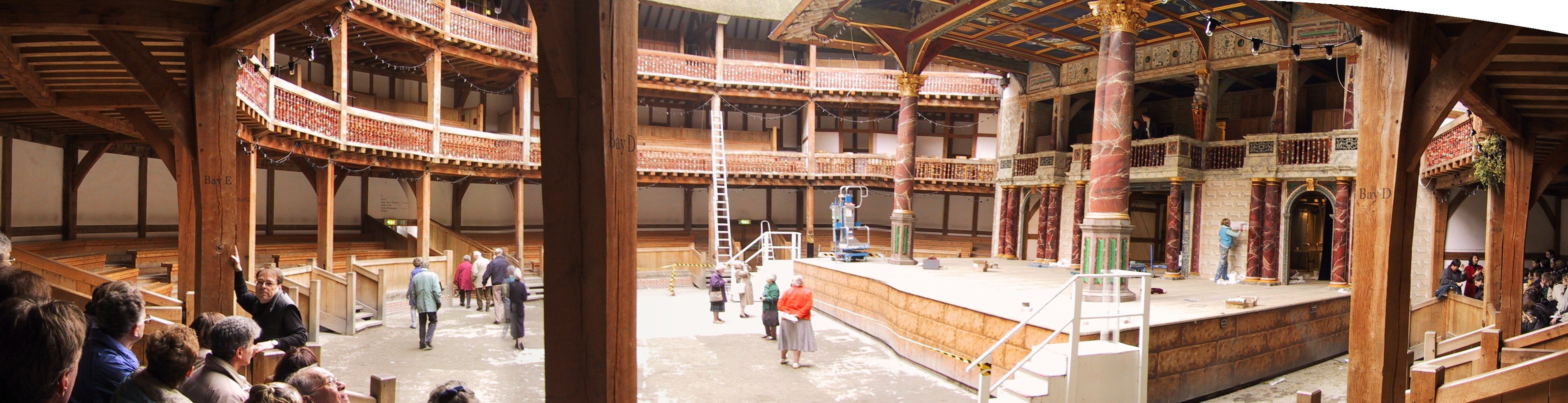
同上内部

「シェイクスピアズ・グローブ」と名付けられた現代のグローブ座の復元が1997年に『ヘンリー五世』の上演でこけら落としした。もともとの設計を学術的に推定して復元したもので、1599年と1614年の建物についてわかっている証拠にもとづいている。もともとのグローブ座があった場所から約230メートル離れている。
2016年2月に、1614年の建物について残っている証拠を学術的に再分析した結果にもとづいて2代目グローブ座をそのままの大きさで復元した「ポップアップ・グローブ」と呼ばれる仮設建築物がニュージーランド、オークランドのダウンタウンにオープンし、劇場付の劇団と地元の客演グループが3ヶ月間シェイクスピア劇を上演した。2017年、別の場所に移動して3か月のシーズンのため再建された。

### その他のレプリカ
グローブ座を模した劇場はアメリカやドイツなど各地に多数建てられ、シェイクスピア演劇の上演などに供されている。
早稲田大学構内にある演劇博物館は今井兼次による設計でグローブ座の構造を参考にしているとも言われるが、実際にはグローブ座と同時代にロンドンにあったフォーチュン座を模している。
1988年には、グローブ座を模した東京グローブ座が磯崎新の設計により、東京都新宿区百人町に建造された。